# Plasnice
Plasnice (německy Plassnitz) je vesnice (základní sídelní jednotka), která leží v katastrálním území obce Deštné v Orlických horách v okrese Rychnov nad Kněžnou.
V Plasnicích se nachází kaple svaté Rodiny a studánka Nad Plasnickou kaplí, ze které vyvěrá potok Hluky (Hlucký potok). Jižně od vesnice se tyčí vrch Špičák (841 m). Vesnicí prochází silnice II/309, která se východně od ní napojuje na silnici II/310; zastavují zde autobusy z Dobrušky a Hradce Králové. Vesnicí také prochází žlutá turistická trasa.
V roce 1890 vesnici obývalo 396 osob německé národnosti a 7 osob národnosti české, stálo zde 67 domů a dvoutřídní škola.

## Fotogalerie

Chalupa v Plasnici
Chalupa v Plasnici
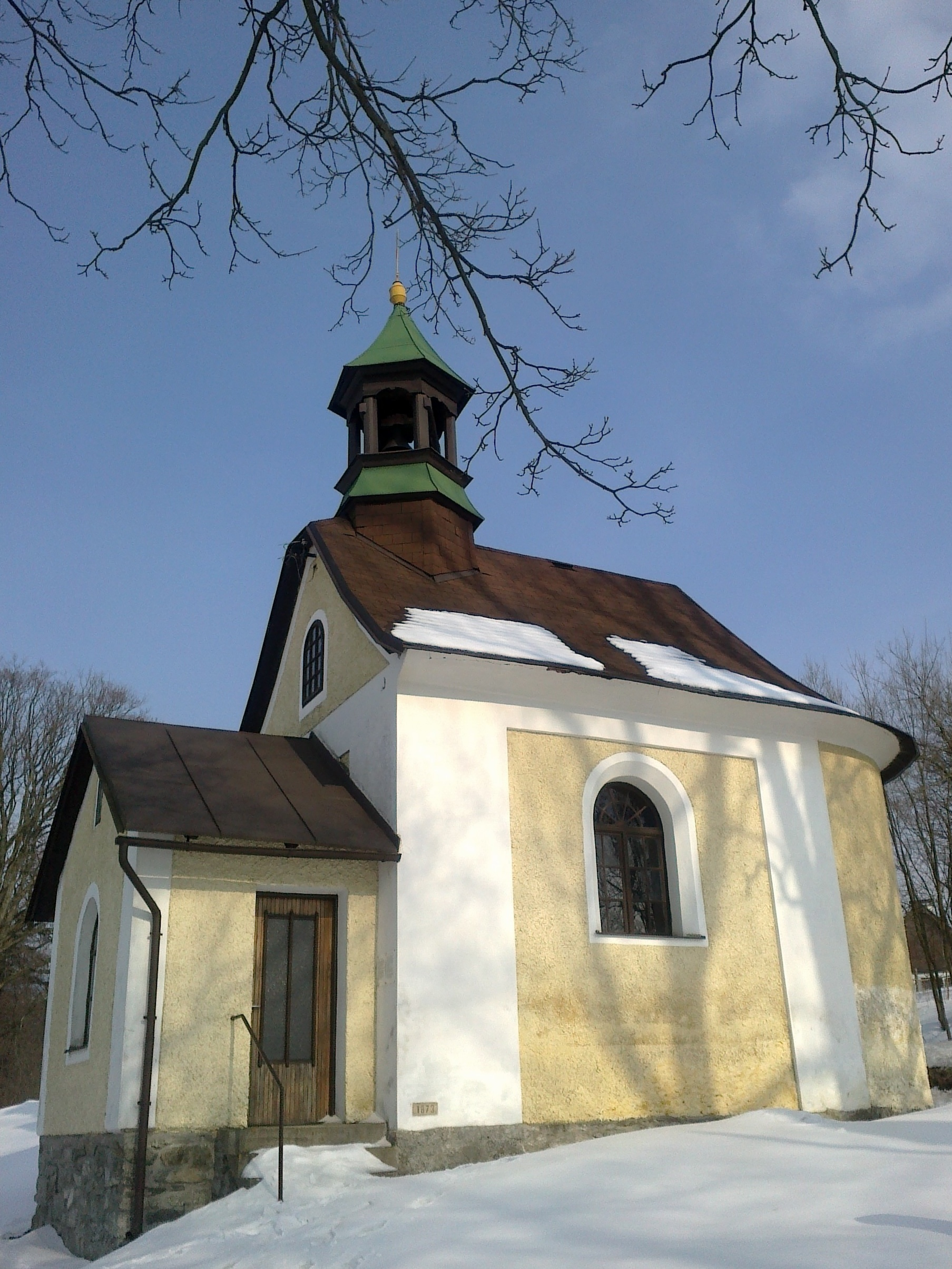
Kaple sv. Rodiny
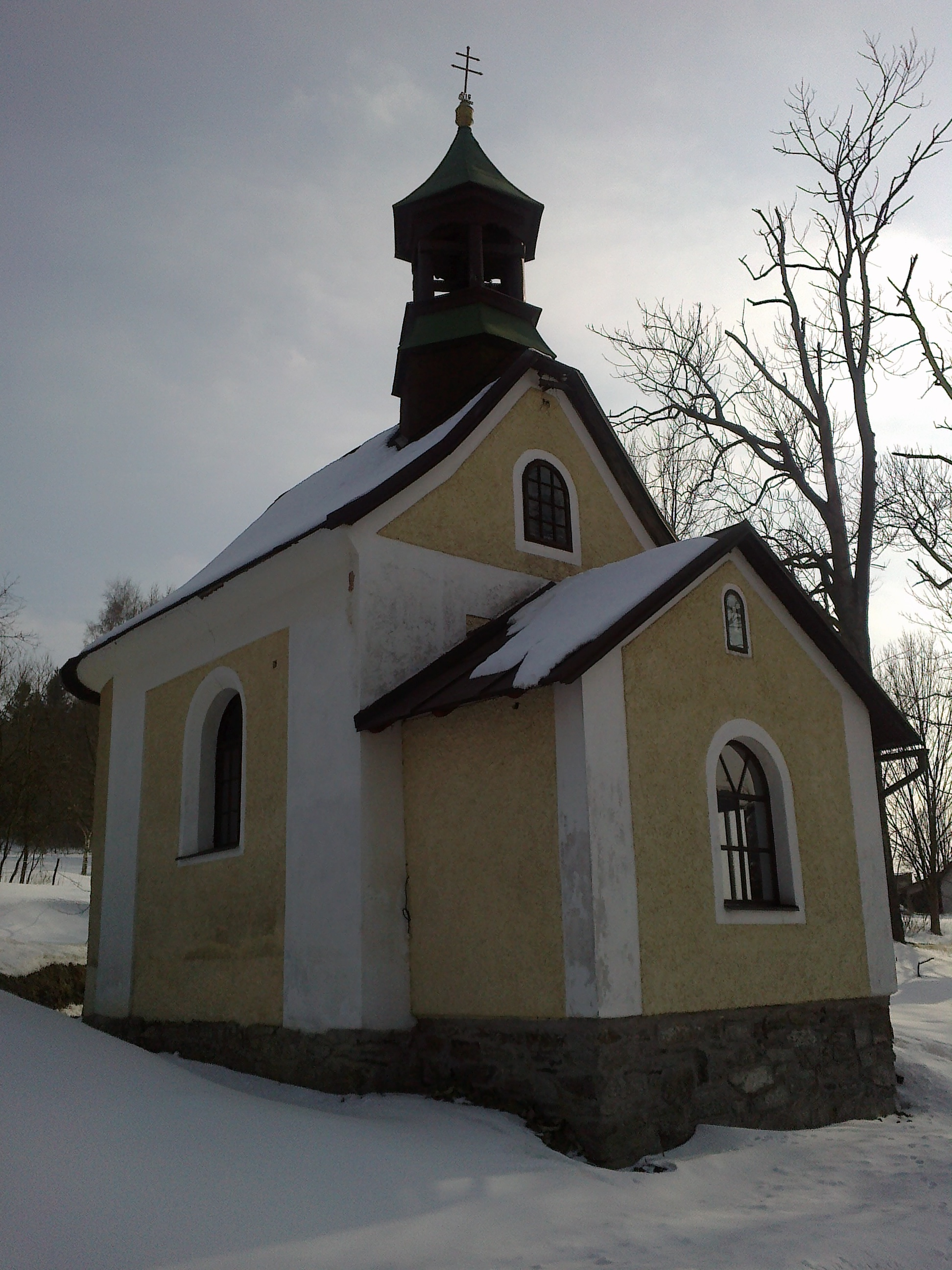
Kaple sv. Rodiny
Silnice v Plasnici
Špičák